# Myrna Manzanares
Pour les articles homonymes, voir Manzanares.
Myrna Kaye Manzanares, née le 30 octobre 1946 et morte le 21 décembre 2021, est une écrivaine et militante bélizienne, considérée comme une ambassadrice de la culture créole bélizienne. Elle œuvre à la préservation de cette culture, en particulier de la langue créole, et plaide en faveur de la justice raciale, tant au Belize qu'au sein de sa diaspora.

## Biographie
Myrna Manzanares est née le 30 octobre 1946 à Gales Point (en), un petit village du district de Belize, au Honduras britannique, où sa mère est instructrice en artisanat. À l'âge de 8 ans, elle quitte son village natal pour aller à l'école primaire anglicane St. John's à Belize City,,.

### Études en Californie
Elle s'installe en Californie en 1965 pour rejoindre sa famille déjà partie après le passage de l'ouragan Hattie. Elle obtient un diplôme de psychologie à l'université Pepperdine et suit des cours d'anglais en tant que seconde langue à l'université de Californie du Sud. Elle suit des études de troisième cycle en psychologie à l'université d'État de Californie à Long Beach.
Pendant son séjour en Californie, Manzanares s'implique profondément dans la communauté de la diaspora bélizienne de Los Angeles, qu'elle organise activement.

### Retour au Belize
Elle retourne au Belize en 1986 et s'implique dans l'organisation de la communauté, notamment par l'intermédiaire de PRIDE Belize, aujourd'hui disparue.
En 1995, elle cofonde le Conseil national du Kriol, qui vise à promouvoir la culture et la langue du créole bélizien,. Elle est également présidente de l'institution durant un long moment. Elle organise ainsi des activités autour de l'identité noire et du créole bélizien (kriol).
Son activisme culturel s'est traduit par un travail approfondi sur l'histoire orale. Elle se bat également pour les droits des femmes et la santé sexuelle, ainsi que pour la prévention de la toxicomanie et contre le VIH/SIDA, en tant que présidente du Groupe de travail national sur le SIDA (National AIDS Task Force) et présidente de l'Addiction Alert Rehabilitation Center. Elle s'implique également dans la Belize History Association et le Belize National Library Service Board, et s'engage politiquement au sein du Parti démocratique uni, notamment en se présentant sans succès au conseil municipal de Belize City en 1999.
Elle travaille pour le Corps de la paix au Belize, le Belize Teachers College et l'université de Belize et est nommée juge de paix,.

### Vie privée et honneurs
En 2008, elle est nommée membre de l'ordre de l'Empire britannique « pour les services rendus à l'éducation, à la culture et au développement social »,. La même année, elle est récompensée par les Outstanding Women Awards du Belize.
En 2018, elle est l'une des toutes premières artistes émérites nommée par l'Institut national de la culture et de l'histoire du Belize,.
Manzanares a deux enfants, une fille, Shalini, et un fils, Robert. Elle est admise au Karl Heusner Memorial Hospital le 15 décembre 2021 à la suite d'une attaque cérébrale présumée et meurt quelques jours plus tard, le 21 décembre, à l'âge de 75 ans.

## Écriture
Myrna Manzanares écrit de la poésie, de la prose et de la non-fiction. Ses œuvres sont incluses dans les volumes I et II de Memories, Dreams and Nightmares, une anthologie de nouvelles écrites par des écrivaines béliziennes publiée par la Belizean Writers Series,,.
Elle contribue à Tek Mi ! Noh Tek Mi !, un recueil de contes populaires des Caraïbes,, et édite des documents et des revues en kriol. Elle participe à la création du dictionnaire de kriol et à la traduction de la Bible dans cette même langue.
Elle publie également Tell Me a Story (folklore) ; Life Lines (poésie) ; Traditional Games of Belize (compilé pour l'UNICEF) ; Faith-Based Response to HIV and AIDS ; et Healing Circle, un recueil de poèmes publié en 2017 en collaboration avec l'adolescente Azizi Hoy.